# Регістр (соціолінгвістика)
У соціолінгвістиці, регістр — різновид мови, що використовується з певною метою чи за певних обставин розмови. Наприклад, в офіційній розмові мовець може дотримуватись прескриптивних норм у розмові, наприклад, в англійській мові це часто виражається вимовою -ing з задньоязиковим носовим замість ясенного носового (walking замість walkin), більш формальним вибором слів (father замість dad, child замість kid), та невживанням розмовних слів, як ain't або y'all.
Як і в інших типах варіації мови, часто існує скоріше спектр регістрів, а не скінчена кількість конкретних регістрів — можливо визначити конкретні регістри, але між ними нема чітких меж. Категоризація — комплексна проблема, навіть на основі наведеного визначення регістрів (тип мови, що визначається обставинами її використання), є випадки, коли інші види варіацій мови (регіональні, вікові відмінності), перетинаються. Через цю складність, не було досягнуто наукового консенсусу стосовно таких термінів, як регістр, поле, тенор; визначення різних дослідників можуть суперечити одне одному.
Інші терміни, наприклад: діатип, жанр, типологія, стиль, акролект, мезолект, базилект, соціолект та етнолект, описують або такі ж, або подібні явища. Деякі вважають, що термін «регістр» конкретно використання певної лексики (сленг, жаргон, арго, кант), а також є ті, хто взагалі проти використання такого терміна. Крістал та Деві, наприклад, критикували «майже повністю безладне» використання терміна. Ці різні підходи до визначення регістру охоплюються такими дисциплінами, як соціолінгвістика, стилістика, прагматика, системна функціональна граматика.

## Історія та використання
Термін «регістр» вперше було вжито лінгвістом Томасом Рідом у 1956, у загальний вжиток термін увійшов у 1960-х, завдяки групі мовознавців, що прагнули окремо визначити варіації мови, що відрізняються не за особливостями мовців (тобто залежність мови від соціального походження, географічного положення, статі, віку), а за обставинами використання, «що означає, що кожний мовець в різні моменти часу оперує різними варіантами мови на вибір». Визначення зосереджується на використанні мови в різних ситуаціях: мова права, розмова з дитиною, розмова в лабораторії, виступ у новинах, у ліжку.
Майкл Хеллідей та Рукая Хасан визначають регістр як «мовні особливості, що зазвичай асоціюються з конфігурацією ситуації — її полем, режимом, тенором». Поле, за їхнім визначенням, «загальна подія, в якій функціонує текст, разом із цілеспрямованою діяльністю мовця або автора; включає предметність як один з елементів.» Режим — «функція тексту в події, включаючи як канал, який займає мова — усний чи письмовий, експромт чи підготовлений — так і його жанр, риторичний модус, як наративний, дидактичний, переконливий, фатичний акт тощо.» Тенор — «тип рольової взаємодії, сукупність відповідних соціальних зв'язків, постійних і тимчасових, між залученими учасниками». Ці три значення — поле, режим і тенор — визначні фактори лінгвістичних особливостей тексту. «Реєстр — це набір значень, конфігурація семантичних патернів, які зазвичай залучаються за певних умов, а також слова і структури, які використовуються для реалізації цих значень». Регістр, на погляд Майкла Хеллідея та Рукаї Хасан, одна із двох визначних характеристик тексту. «Текст — це уривок дискурсу, послідовний у цих двох аспектах: він послідовний щодо контексту ситуації, а отже, послідовний у регістрі; і він послідовний щодо самого себе, а отже, зв'язний».

## Регістр як шкала формальності
Один з найбільш аналізованих ситуаційних чинників впливу на мову — шкала формальності. Термін «регістр» часто, особливо при навчанні мов, вживається стосовно саме формального/неформального стилю мовлення, хоча це вже дещо застарілий термін. Сучасні підручники з мовознавства часто використовують термін «тенор» , але все більше надають перевагу терміну «стиль»: «ми характеризуємо стилі як різновиди мови, що розглядаються з погляду формальності». При тому, регістри отримують вужче визначення: мова спеціалістів стосовно якоїсь діяльності — наприклад, академічний жаргон. Консенсусу стосовно того, як варто розділяти спектр формальності, немає.
У одній з відоміших моделей, Мартін Джос описує п'ять стилів усної англійської:
- Заморожений: також називається статичним. Друкована, незмінна мова, як-от цитати з Біблії. Часто містить архаїзми. Наприклад, клятва вірності прапору США та інші «статичні» промови. Дана клятва читається однаково кожного разу, коли її приносять.
- Формальний: Одностороння розмова; без перебивань; використовуються технічні терміни та детальні означення. Прикладами є презентації, знайомства незнайомців.
- Консультативний: Двостороння розмова; надається додаткова інформація щодо контексту. Відповіді при розмові[en], як-от «ага», «зрозуміло» тощо поширені. Перебивання допустиме. Приклади стилю: спілкування вчителя з учнем, доктора з пацієнтом.
- Розмовний: Спілкування друзів та знайомих в групі; не надається додаткова інформація щодо контексту; поширені еліпсис і сленг, перебивання одне одного. Стиль поширений серед друзів.
- Інтимний: Непублічний; інтонація важливіша за формулювання чи граматику; приватна лексика. Також включає невербальні повідомлення. Найчастіше зустрічається серед членів сім'ї та близьких друзів.

## Стандарт ISO
Міжнародна організація зі стандартизації (ISO) визначила міжнародний стандарт ISO 12620, «Управління термінологічними ресурсами — специфікації категорії даних». Це реєстр для запису лінгвістичних термінів, вживаних у різних галузях перекладу, математичної лінгвістики та обробки природних мов, визначення відповідності між термінами, що описують одне й те ж, але використовуються у різних системах. Стандарт визначає такі регістри:
- регістр на рівні лавки[уточнити переклад]
- діалектний регістр
- жартівливий регістр
- формальний регістр
- внутрішній регістр
- іронічний регістр
- нейтральний регістр
- сленговий регістр
- реєстр табу
- технічний регістр
- вульгарний регістр